# 하정은
하정은( 1987년 4월 26일 - )은 대한민국의 배드민턴 선수이다. 2012년 하계 올림픽에 참가하였지만, 고의 패배로 실격을 당했다

## 선수 생활

### 2012년 하계 올림픽
2008년 하계 올림픽에도 참가했던 여자 복식과 이용대 선수와 함께 혼합복식에 출전하였다. 혼합복식에서는 조별리그에서 탈락하였고, 여자 복식에서는 1등으로 4강에 진출이 확실시되었으나, 저주기 의혹 즉, 승부조작 파문으로 실격당하였다. 정확한 사실은 모르지만 강한 상대를 만나지 않기위해 일부러 진걸로 추측되고있다. 그로인해 2012년 8월 4일 대한민국으로 조기귀가하였고, 국가대표선수 자격 정지 1년을 선고밨았다.

## 출신 학교
- 내성초등학교 졸업
- 부곡여자중학교 졸업
- 성일여자고등학교 졸업
- 디지털서울문화예술대학교 사회체육학과 학사